# 8108 Wieland
8108 Wieland è un asteroide della fascia principale. Scoperto nel 1995, presenta un'orbita caratterizzata da un semiasse maggiore pari a 2,3698820 UA e da un'eccentricità di 0,1236320, inclinata di 6,74062° rispetto all'eclittica.